# Myoclonus
Myoclonus is een korte, onvrijwillige samentrekking van een spier of groep spieren. Het is een medisch teken, maar in het algemeen geen diagnose van een ziekte. Myoklonische zenuwtrekkingen worden meestal veroorzaakt door plotselinge spiersamentrekkingen, maar kunnen ook het resultaat zijn van korte ontspanningen. Samentrekkingen worden positieve myoclonus genoemd, ontspanningen negatieve myoclonus. Myoclonus treedt vaak op tijdens het inslapen (hypnagoge schok), maar het kan ook een symptoom zijn van een neurologische aandoening zoals multiple sclerose, ziekte van Parkinson, ziekte van Alzheimer, subacute scleroserende panencefalitis, ziekte van Creutzfeldt-Jakob (CJD) en sommige vormen van epilepsie. De hik is ook een soort myoklonische zenuwtrekking.
In bijna alle gevallen waarbij myoclonus veroorzaakt wordt door een aandoening van het zenuwstelsel, zal het voorafgegaan worden door andere symptomen, zoals bij CJD, waarbij de patiënt reeds ernstige neurologische afwijkingen vertoont voordat de myoclonus optreedt. Anatomisch gezien vindt een myoklonische zenuwtrekking haar oorsprong meestal in verwondingen van de cortex, subcortex of ruggenmerg. Indien de myoclonus plaatsvindt boven het foramen magnum kan spinale myoclonus uitgesloten worden, maar nauwkeurigere lokalisatie vertrouwt op verder onderzoek met elektromyografie (EMG) en elektro-encefalografie (EEG).

## Symptomen
Myoclonus wordt veroorzaakt door snelle op- en ontspanning van spieren. Iedereen zal weleens een onschuldige vorm van myoclonus ervaren in de vorm van hikken of korte zenuwtrekkingen. Bij personen met epilepsie kunnen myoklonische toevallen abnormale bewegingen aan beide kanten van het lichaam veroorzaken. Ernstige pathologische myoclonus kan iemands vermogen tot slapen, eten, praten en lopen sterk hinderen. De meest frequente vormen van myoclonus zijn: actie, corticale reflex, essentieel, palataal, progressieve myoklonische epilepsie, reticulaire reflex, slaap en stimulusgevoelig.

## Types
In uitzonderlijke gevallen kunnen myoklonische toevallen wijzen op het syndroom van Lennox-Gastaut, dat in de vroege jeugd begint en vaak het gezicht, de nek, schouders en bovenarmen treft. Deze toevallen zijn vaak sterk en moeilijk te beheersen.
Er zijn veel verschillende vormen van myoclonus met uiteenlopende oorzaken, gevolgen en behandelmogelijkheden. Hieronder staan de meest frequent voorkomende:
- Actie myoclonus kenmerkt zich door spiersamentrekkingen die intenser of veroorzaakt worden door willekeurige bewegingen of zelfs de wil om te bewegen. Het kan verergeren door pogingen tot precieze, gecoördineerde bewegingen. Actiemyoclonus is de meest beperkende vorm van myoclonus en kan de armen, benen, het gezicht en zelfs de stem beïnvloeden. Het wordt vaak veroorzaakt door hersenschade ten gevolge van een tekort aan zuurstof en bloeddoorstrooming wanneer de ademhaling of de hartslag tijdelijk stilgelegd worden.
- Corticale myoclonus wordt gedacht een vorm van epilepsie te zijn die ontstaat in de cortex cerebri- de buitenste laag, of grijze stof, van de hersenen, verantwoordelijk voor een groot deel van de overdracht van informatie in het brein. Meestal gaat het hier om slechts enkele spieren in één deel van het lichaam, maar samentrekkingen van vele spieren kan ook voorkomen. Corticale myoclonus kan geïntensifieerd worden als de patiënt probeert te bewegen of een bepaalde sensatie probeert te beleven.
- Essentiële myoclonus gebeurt zonder de aanwezigheid van epilepsie of andere abnormaliteiten in het brein of de zenuwen. Het kan willekeurig voorkomen bij patiënten zonder familiegeschiedenis, maar dit is niet vereist. Het kan dus soms een erfelijke aandoening zijn. Essentiële myoclonus heeft de neiging stabiel te zijn en mettertijd niet te verergeren. Sommige wetenschappers speculeren dat sommige vormen van essentiële myoclonus eigenlijk een vorm van epilepsie zijn zonder bekende oorzaak.
- Palatummyoclonus is een regelmatige, ritmische samentrekking van één of beide zijden van de bovenkant van de mond, achteraan, het velum genaamd. Deze samentrekkingen kunnen gepaard gaan met andere, zoals in het gezicht, de tong, keel en middenrif. Ze zijn zeer snel, tot 150 keer per minuut, en kunnen tijdens de slaap door blijven gaan. Deze aandoening komt meestal voor bij volwassenen en voor een onbepaalde periode. Het is vaak slechts een klein probleem, al kunnen de samentrekkende spieren in het oor een klikgeluid maken.
- Progressieve myoklonische epilepsie (PME) is een groep ziektes gekenmerkt door myoclonus, epileptische insulten en andere symptomen als moeite met spreken en lopen. Deze zeldzame aandoeningen verergeren mettertijd en zijn soms fataal. Studies hebben minstens drie vormen van PME vastgesteld:
  - Ziekte van Lafora: een autosomale, recessieve aandoening waarin het kind twee kopieën van een defectief gen moet erven, een van elke ouder. Het wordt gekenmerkt door myoclonus, epileptische insulten en dementie (progressief geheugenverlies en verlies van andere intellectuele functies).
  - een tweede groep, behorende tot de klasse van cerebrale opslagziektes. De symptomen zijn meestal myoclonus, visuele problemen, dementie en dystonie (aanhoudende spiersamentrekkingen die een abnormale lichaamshouding of zenuwtrekkingen veroorzaken).
  - een derde groep van de klasse van systeemdegeneraties gaat vaak gepaard met actiemyoclonus, toevallen en problemen met lopen en evenwicht. Vele van deze aandoeningen beginnen in de vroege jeugd of adolescentie.
- Reticulaire reflex myoclonus wordt geacht een soort veralgemeende epilepsie te zijn die ontstaat in de hersenstam, het deel van de hersenen dat het ruggenmerg verbindt met vitale functies zoals ademhaling en hartslag. Meestal zullen myoklonische zenuwtrekkingen het hele lichaam beïnvloeden, al kunnen ze bij sommige mensen slechts in één deel voorkomen. Reticulaire myoclonus kan door willekeurige bewegingen of externe stimuli veroorzaakt worden.
- Spinale myoclonus ontstaat in het ruggenmerg en wordt vaak teweeggebracht door uitwendige invloeden, met een vertraging vanwege de trage geleiding van de propriospinale zenuwvezels.
- Stimulusgevoelige myoclonus ontstaat door verscheidene externe factoren, waaronder lawaai, beweging en licht. De gevoeligheid van een patiënt kan toenemen door verrassingen.
- Slaapmyoclonus komt voor gedurende de eerste fasen van slaap, vooral bij het inslapen. Sommige vormen blijken stimulusgevoelig te zijn. Vaak ondervinden personen die hieraan lijden geen problemen en hebben ze ook geen behandeling nodig. Slaapmyoclonus kan echter een symptoom zijn van een andere aandoening, zoals het rustelozebenensyndroom, die wel behandeling vereist.

## Oorzaak
Myoclonus kan veroorzaakt worden door infectie, hoofd- of ruggenmergverwonding, beroerte, hersentumor, nier- of leverfalen, lipidose, vergiftiging of andere aandoeningen. Goedaardige myoclonus kan optreden bij anesthesie met medicaties zoals etomidaat en propofol. Hypoxie (langdurig zuurstofgebrek) kan posthypoxische myoclonus veroorzaken.

## Pathofysiologie
Sommige gevallen van myoclonus worden veroorzaakt door schade aan de perifere zenuwen, andere door een verstoring van het zenuwstelsel. Onderzoek suggereert dat verschillende gebieden in de hersenen verantwoordelijk zijn voor myoclonus.
De specifieke mechanismen zijn nog niet bekend. Men gelooft dat sommige soorten van stimulusgevoelige myoclonus te maken hebben met de overgevoeligheid van delen in de hersenen die beweging controleren. Een andere theorie is dat myoclonus teweeggebracht zou kunnen worden door een onevenwicht tussen neurotransmitters die cellen gevoeliger maken en neurotransmitters die cellen minder gevoelig maken. Ook zouden afwijkingen in de receptoren voor neurotransmitters hier een rol in kunnen spelen, vooral de receptoren voor serotonine (zorgt voor slaap en het samentrekken van bloedvaten) en gamma-aminoboterzuur (verzorgt de controle over de spieren). Er is echter meer onderzoek nodig om nauwkeurig vast te stellen welke rol deze receptoren precies spelen bij myoclonus.

## Behandeling
Aangezien beschadigingen van zenuwweefsel niet tot nauwelijks zijn te verhelpen, spitst behandeling zich vooral toe op het onderdrukken van de symptomen. Medicamenteus zal hij vaak bestaan uit clonazepam, een benzodiazepine. De doses clonazepam wordt gewoonlijk geleidelijk aan verhoogd tot de patiënt verbetert of de bijwerkingen schadelijk worden. Duizeligheid en desoriëntatie zijn bekende bijwerkingen. Ook kan de patiënt tolerantie ontwikkelen, waardoor de effectiviteit vermindert.
Medicijnen die gebruikt wordt om myoclonus te behandelen, waaronder barbituraten, fenytoïne en primidon, worden ook voorgeschreven bij epilepsie. De complexe oorzaken van myoclonus vereisen soms het gebruik van meerdere medicaties voor een effectieve behandeling. Sommige medicijnen zullen op zich weinig effect hebben, maar in combinatie met andere effectiever worden. Piracetam is een middel dat in verschillende combinaties bestudeerd wordt. Hormoonbehandelingen kunnen de effecten van sommige medicaties versterken.
Het nuttigen van alcoholische dranken voor het slapen kan een onderdrukkend effect op sommige van de symptomen hebben. Het is echter niet te combineren met sommige medicamenten en kan op lange termijn tot negatieve gezondheidseffecten leiden.

## Prognose
Myoclonus is geen levensbedreigende ziekte, maar het kan wel ernstige, invaliderende aandoeningen veroorzaken. Actiemyoclonus lijkt de ernstigste vorm te zijn.